# Äbilchan Amanqul
Äbilchan Bekmuratuly Amanqul (kasachisch Әбілхан Бекмұратұлы Аманқұл; russisch Абилхан Бекмуратович Аманкул / Abilchan Bekmuratowitsch Amankul; englisch Abilkhan Amankul; * 29. Juli 1997 in Taras, Gebiet Schambyl) ist ein kasachischer Boxer im Mittelgewicht.

## Karriere
Amanqul wurde 2014 und 2015 Kasachischer Jugendmeister, sowie bei den Erwachsenen 2016, 2018 und 2020 Kasachischer Meister. Bei der Asienmeisterschaft 2017 in Taschkent gewann er nach einer Halbfinalniederlage gegen Isroil Madrimov eine Bronzemedaille und startete dann bei der Weltmeisterschaft 2017 in Hamburg, wo er erst im Finale gegen Oleksandr Chyschnjak unterlag und Vizeweltmeister wurde. Zuvor hatte er unter anderem Arlen López und Kamran Şahsuvarlı besiegt.
Bei den Asienspielen 2018 in Jakarta erreichte er ebenfalls das Finale, wo er beim Kampf um Gold erneut gegen Isroil Madrimov knapp mit 2:3 verlor. Nachdem er sich bei der asiatischen Qualifikation in Amman einen Startplatz erkämpft hatte, nahm er an den 2021 in Tokio ausgetragenen Olympischen Spielen 2020 teil. Dort schied er im Viertelfinale mit 2:3 gegen den späteren Olympiasieger Hebert Conceição aus. Ein weiterer Erfolg war der Gewinn der Silbermedaille bei der Asienmeisterschaft 2021 in Dubai, nach einer Finalniederlage gegen Saidjamshid Jafarov.
Am 4. Juni 2022 gewann er sein Profidebüt bei einer Veranstaltung von Premier Boxing Champions (PBC) in Minneapolis.